# DGP模型
DGP模型是由Giorgi Dvali、Gregory Gabadadze和Massimo Porrati在2000年提出的一种有关重力的模型，该模型受一些模型构建者的欢迎，但一直被拒绝加入到弦理论中。

## 概述
该模型假设存在4+1维的闵可夫斯基空间，其中含有普通的3+1维的闵可夫斯基空间。该模型假设有两个作用量组成，一个是通常的爱因斯坦-希尔伯特作用量，它仅涉及4-D时空维度；另一个等同于爱因斯坦-希尔伯特作用量，并扩展到所有的5个维度。4-D作用量在短距离中占主导地位，而5-D作用量在长距离中占主导地位。
提出该模型的部分原因是为了再现暗能量的宇宙加速，而不需要很小但不为零的真空能量密度。但是反对者则认为这个理论的分支是不稳定的。但是，由于Gia Dvali声称引力传播的异常结构使非扰动效应在看似线性的区域（例如太阳系）中变得重要，因此该理论仍然很有价值。由于没有线性化的有效理论来重现DGP模型的弱场重力，因此该理论避免了vDVZ不连续性。
2008年，Fang等人认为最近的宇宙观测结果（包括斯隆数字天空调查进行的重子声学振荡测量，以及宇宙微波背景和Ia超新星的测量）与DGP宇宙学相冲突，除非增加宇宙学常数或其他形式的暗能量。然而，这否定了DGP宇宙学的吸引力，后者无需增加暗能量即可加速。

## 參閲
- 卡鲁扎-克莱因理论